# Vavrinec
Vavrinec és un poble i municipi d'Eslovàquia. Es troba a la regió de Prešov, al nord del país.

## Història
La primera referència escrita de la vila data del 1363.

## Demografia
| Godina             | 1994 | 2004    | 2014   | 2024   |
| ------------------ | ---- | ------- | ------ | ------ |
| Nombre de persones | 81   | 63      | 60     | 59     |
| Diferència         |      | −22,22% | −4,76% | −1,66% |

| Godina             | 2023 | 2024   |
| ------------------ | ---- | ------ |
| Nombre de persones | 61   | 59     |
| Diferència         |      | −3,27% |